# Penitenciaría de Nuevo México
La Penitenciaría de Nuevo México (en inglés: Penitentiary of New Mexico) es una cárcel para hombres y de máxima seguridad ubicada en una área no incorporada del Condado de Santa Fe, a 15 millas (24 km) al sur del centro de Santa Fe, en la carretera estatal 14 de Nuevo México, Estados Unidos. Es operado por el Departamento de Correccionales de Nuevo México. El complejo consta de tres instalaciones separadas. Las instalaciones ahora son conocidas como Nivel V (inaugurada en 1985), Nivel VI (abierta en 1985) y Nivel II (inaugurado en 1990), para los presos de seguridad mínimo, basada en la adaptación de Nuevo México al sistema de la Oficina Federal de Prisiones.